# Associazione Sportiva Cittadella 1996-1997

## Rosa
| N. |                   | Ruolo | Calciatore         |
| -- | ----------------- | ----- | ------------------ |
|    | Italia (bandiera) | P     | Andrea Campagnolo  |
|    | Italia (bandiera) | P     | Adriano Zancopè    |
|    | Italia (bandiera) | D     | Terry Cavazzana    |
|    | Italia (bandiera) | D     | Christian Greco    |
|    | Italia (bandiera) | D     | Christian Ottofaro |
|    | Italia (bandiera) | D     | Ugo Sarracino      |
|    | Italia (bandiera) | D     | Paolo Simeoni      |
|    | Italia (bandiera) | D     | Alberto Simonetto  |
|    | Italia (bandiera) | C     | Walter Antonello   |
|    | Italia (bandiera) | C     | Sandro Berto       |

| N. |                   | Ruolo | Calciatore         |
| -- | ----------------- | ----- | ------------------ |
|    | Italia (bandiera) | C     | Nicola Bressi      |
|    | Italia (bandiera) | C     | Fabio Filippi      |
|    | Italia (bandiera) | C     | Gianni Migliorini  |
|    | Italia (bandiera) | C     | Matteo Pagani      |
|    | Italia (bandiera) | C     | Paolo Pupita       |
|    | Italia (bandiera) | C     | Riccardo Rimondini |
|    | Italia (bandiera) | A     | Filippo Bordin     |
|    | Italia (bandiera) | A     | Christian Colitti  |
|    | Italia (bandiera) | A     | Nicola Rostellato  |
|    | Italia (bandiera) | A     | Paolo Zirafa       |

### Staff tecnico
| Allenatore: | Ezio Glerean |

## Risultati

### Campionato

#### Girone di andata
| 1º settembre 1996 1ª giornata | Cittadella | 0 – 2 | Varese |  |

| 8 settembre 1996 2ª giornata | Pro Sesto | 1 – 0 | Cittadella |  |

| 15 settembre 1996 3ª giornata | Cittadella | 1 – 1 | Mestre |  |

| 22 settembre 1996 4ª giornata | Torres | 1 – 0 | Cittadella |  |

| 29 settembre 1996 5ª giornata | Pavia | 0 – 0 | Cittadella |  |

| 6 ottobre 1996 6ª giornata | Cittadella | 0 – 0 | Pro Patria |  |

| 13 ottobre 1996 7ª giornata | Ospitaletto | 1 – 1 | Cittadella |  |

| 20 ottobre 1996 8ª giornata | Cittadella | 4 – 1 | Lecco |  |

| 3 novembre 1996 9ª giornata | Pro Vercelli | 1 – 1 | Cittadella |  |

| 10 novembre 1996 10ª giornata | Cittadella | 1 – 1 | Olbia |  |

| 17 novembre 1996 11ª giornata | Voghera | 2 – 2 | Cittadella |  |

| 1º dicembre 1996 12ª giornata | Cittadella | 2 – 1 | Leffe |  |

| 8 dicembre 1996 13ª giornata | Cittadella | 1 – 1 | Tempio |  |

| 15 dicembre 1996 14ª giornata | Solbiatese | 1 – 1 | Cittadella |  |

| 22 dicembre 1996 15ª giornata | Cittadella | 1 – 0 | Valdagno |  |

| 29 dicembre 1996 16ª giornata | Cremapergo | 1 – 1 | Cittadella |  |

| 12 gennaio 1997 17ª giornata | Cittadella | 1 – 1 | Lumezzane |  |

#### Girone di ritorno
| 19 gennaio 1997 18ª giornata | Varese | 0 – 1 | Cittadella |  |

| 26 gennaio 1997 19ª giornata | Cittadella | 1 – 2 | Pro Sesto |  |

| 2 febbraio 1997 20ª giornata | Mestre | 1 – 3 | Cittadella |  |

| 9 febbraio 1997 21ª giornata | Cittadella | 1 – 0 | Torres |  |

| 16 febbraio 1997 22ª giornata | Cittadella | 1 – 0 | Pavia |  |

| 23 febbraio 1997 23ª giornata | Pro Patria | 2 – 1 | Cittadella |  |

| 2 marzo 1997 24ª giornata | Cittadella | 1 – 0 | Ospitaletto |  |

| 9 marzo 1997 25ª giornata | Lecco | 2 – 0 | Cittadella |  |

| 16 marzo 1997 26ª giornata | Cittadella | 3 – 1 | Pro Vercelli |  |

| 29 marzo 1997 27ª giornata | Olbia | 1 – 1 | Cittadella |  |

| 6 aprile 1997 28ª giornata | Cittadella | 0 – 0 | Voghera |  |

| 13 aprile 1997 29ª giornata | Leffe | 1 – 1 | Cittadella |  |

| 20 aprile 1997 30ª giornata | Tempio | 0 – 0 | Cittadella |  |

| 27 aprile 1997 31ª giornata | Cittadella | 2 – 1 | Solbiatese |  |

| 4 maggio 1997 32ª giornata | Valdagno | 0 – 1 | Cittadella |  |

| 11 maggio 1997 33ª giornata | Cittadella | 1 – 1 | Cremapergo |  |

| 18 maggio 1997 34ª giornata | Lumezzane | 1 – 1 | Cittadella |  |